# 第四の核
『第四の核』（だいよんのかく、原題：The Fourth Protocol）は、1987年制作のイギリスのスパイ・アクション映画。フレデリック・フォーサイス原作の同名小説の映画化で、フォーサイス自身が脚本を執筆。日本では劇場未公開。

## あらすじ
1987年冬、ソ連時代。タカ派のKGB議長ゴボルシンは、西欧とアメリカを分断させる“オーロラ計画”を実行に移すことを決断する。それはイギリスで反核運動を刺激し、総選挙の期間中に英国内の米軍基地で核爆弾を爆発させ、それによって選挙で反核を強く訴えていた労働党に浮動票を取り込ませて親ソ政権を樹立させ、西欧とアメリカを分断させるというものであった。
KGBは工作員のアレクセイ・ペトロフスキーを実行役としてロンドンに送り込む。彼はスーツケースサイズの核爆弾を数回に分けて英国内に持ち込み組み立てるミッションを帯びていた。
一方、かつてはMI5のエージェントだったが、度重なる上司との衝突から港湾担当に左遷されていたジョン・プレストンは、東側船籍の船員の事故死の捜査の過程で恐るべき物を発見する。それは核爆弾の起爆装置となるポロニウムで、ペトロフスキーに渡る予定の物であった。これでソ連側の企みに気付いたプレストンは、ペトロフスキーの追跡を開始する。

## キャスト
- ジョン・プレストン：マイケル・ケイン
- アレクセイ・ペトロフスキー：ピアース・ブロスナン
- イリーナ：ジョアンナ・キャシディ
- ボリソフ：ネッド・ビーティ
- スミス：ジュリアン・グローヴァー
- サー・バーナード・ヘミング：マイケル・ガフ
- カルポフ将軍：レイ・マカナリー
- サー・ナイジェル・アンヴァイン：イアン・リチャードソン
- ジョージ・ベレンソン：アントン・ロジャース
- ゴボルシンKGB議長：アラン・ノース
- アンジェラ・ベレンソン：キャロライン・ブラキストン
- ロナルド・ピックアップ
- ベッツィ・ブラントリー
- マーク・ロルストン
- マット・フリューワー